# Moulin Rouge!
Moulin Rouge! – musical filmowy typu jukebox (szafa grająca) w reżyserii Baza Luhrmanna.
Film jest opowieścią o miłości pisarza (Ewan McGregor) i artystki kabaretowej Satine (Nicole Kidman). Prace nad filmem trwały ponad siedem lat.
Obraz był nominowany do ośmiu Oscarów i otrzymał dwa; za najlepszą scenografię i dekorację wnętrz (Catherine Martin, Brigitte Broch) oraz za najlepsze kostiumy (Catherine Martin, Angus Strathie).

## Obsada
- Nicole Kidman – Satine
- Ewan McGregor – Christian
- Jim Broadbent – Harold Zidler
- John Leguizamo – Henri de Toulouse-Lautrec
- Richard Roxburgh – książę
- Garry McDonald – „Doktor"
- Jacek Koman – Argentyńczyk z narkolepsją
- Matthew Whittet – Satie
- Kerry Walker – Marie
- Caroline O’Connor – Nini Legs-in-the-Air
- Deobia Oparei – Le Chocolat
- David Wenham – Audrey
- Kylie Minogue – Zielona Wróżka
- Ozzy Osbourne – głos Zielonej Wróżki (linijka śpiewu i śmiech)

## Fabuła
W roku 1900 cierpiący na depresję brytyjski pisarz, Christian (Ewan McGregor), zaczyna opisywać swoją historię, na maszynie do pisania (Nature Boy). Przenosimy się o rok wcześniej, do momentu, kiedy Christian przyjeżdża do Paryża i zamieszkuje na Montmartre, by uczestniczyć w wydarzeniach rewolucji bohemy (Complainte de la Butte/Children of the Revolution). Wkrótce dowiaduje się, że jego sąsiedzi tworzą trupę teatralną, pod przewodnictwem Henri de Toulouse-Lautrec. Grupa artystów prosi Christiana, żeby zastąpił cierpiącego na narkolepsję Argentyńczyka (Jacek Koman), w roli wrażliwego, szwajcarskiego pasterza (The Sound of Music), a wkrótce również, dostrzegłszy jego pisarskie umiejętności, by pomógł im dokończyć scenariusz przedstawienia - „Spectacular Spectacular” - które pragną wystawiać w Moulin Rouge. Christian zgadza się. Grupa świętuję, Christian ma okazję spróbować absyntu (Green Fairy Medley). Następnie ruszają prosto do Moulin Rouge, gdzie Harold Zidler (właściciel kabaretu) i jego tancerki, zwane „Diamentowymi psami” występują dla publiczności (Zidler's Rap Medley). Toulouse aranżuje spotkanie dla Christiana i Satine (Nicole Kidman), gwiazdy Moulin Rouge i kurtyzany, w jej prywatnym saloniku. W tym samym czasie Zidler obiecuje Satine bogatemu księciu (Richard Roxburgh) (Sparkling Diamonds), potencjalnemu sponsorowi przedstawienia.
Satine bierze Christiana za księcia i tańczy z nim (Rhytm of the Night), następnie kontynuuje swój występ (Sparkling Diamonds - Reprise). Później spotyka się z Christianem w swoim saloniku (Meet Me in the Red Room), gdzie Christian recytuje dla niej wiersz (Your Song), jednocześnie ujawniając kim jest naprawdę. Spotkanie dwojga przerywa książę. Christian i Satine przysięgają, że właśnie mieli próbę do „Spectacular Spectacular”. Z pomocą przychodzą im artyści, którzy cały czas obserwowali przebieg spotkania, a także Zidler, który obserwował wszystko przez lunetę. Książę pyta o fabułę przedstawienia. Christian wymyśla na bieżąco historię o kurtyzanie, ubogim sitarzyście i złym maharadży, swoje pomysły dokładają również Zidler, Satine i artyści (The Pitch - Spectacular Spectacular). Książę jest zadowolony i zgadza się sfinansować przedsięwzięcie. Bohema świętuje, a Christian myśli o Satine (Children of the Revolution/Your Song).
Satine marzy o zostaniu prawdziwą aktorką i „odleceniu” w wielki świat (One Day I’ll Fly Away). Christian wraca do Satine, żeby wyznać jej miłość. Ona początkowo uważa, że ich związek jest niemożliwy, ale zostaje przez niego przekonana (Elephant Love Medley). Książę szantażuje Zidlera - warunkiem przekształcenia Moulin Rouge w prawdziwy teatr, ma być oddanie mu Satine na wyłączność. Zidler przekazuje mu także akt własności Moulin Rouge.
Zaczynają się próby do „Spectacular Spectacular”, a Christian i Satine spotykają się potajemnie (Your Song - Instrumental). Książę zaczyna się robić zazdrosny z powodu ich stałych spotkań i podczas jednej z prób (Chamma, Chamma) ostrzega Zidlera, że jeśli Satine nie spotka się z nim tego wieczora, on przestanie finansować spektakl. Zidler wynajmuje gotycką wieżę dla dwojga, gdzie mają zjeść razem kolację. Ostrzega również Satine, żeby skończyła swój romans z Christianem (If I Should Die). Jednak Satine mdleje z powodu rozwijającej się u niej gruźlicy i nie może przyjść na spotkanie w wieży. Zidler próbuje wytłumaczyć jej nieobecność księciu - przysięga, że dziewczyna jest niewinna (Like A Virgin).
Zidler dowiaduje się, że Satine jest umierająca, ale zatrzymuje to przed nią w tajemnicy. Satine mówi Christianowi, że ich związek zagraża powodzeniu przedsięwzięcia i muszą go zakończyć. Christian pisze więc piosenkę, która ma potwierdzać ich miłość i którą umieszcza w spektaklu (Come What May part 1).
Podczas próby, kiedy Argentyńczyk i Satine w rolach grajka i kurtyzany śpiewają swój duet miłosny, z towarzyszeniem chóru, zazdrosna tancerka - Nini, naprowadza księcia na fakt, że fabuła jest metaforą, a postacie Maharadży, grajka i kurtyzany przedstawiają księcia, Christiana i Satine (Come What May part 2). Książę stwierdza, że obecne zakończenie mu się nie podoba i chce, by na końcu kurtyzana wybrała maharadżę, zamiast sitarzysty i by sekretna piosenka kochanków została usunięta. Wszyscy wiedzą, że takie zakończenie jest przeciwne ideałom „Dzieci rewolucji”, do których należą prawda, wolność, piękno i miłość. Satine oferuje spędzenie nocy z księciem, by pozostawić zakończenie w jego obecnej formie.
Argentyńczyk tłumaczy Christianowi, że mężczyzna nie powinien zakochiwać się w „kobiecie która sprzedaje się innym mężczyznom”. Christian nie może sobie poradzić z zazdrością i idzie pod wieżę, gdzie z balkonu dostrzega go Satine, która zdaje sobie sprawę, że nie może spędzić nocy z księciem (El Tango de Roxanne). Książę próbuje ją zgwałcić, ale ratuje ją Le Chocolat, jeden z tancerzy. Satine wraca do Christiana, który namawia ją, żeby uciekli razem. Książę mówi Zidlerowi, że zabije Christiana, jeśli Satine nie będzie jego. Zidler przychodzi do Satine, żeby ostrzec ją o groźbie księcia. Kiedy jednak ona nie zgadza się zostać w Moulin Rouge, Zidler wyznaje jej, że jest umierająca (A Fool to Believe/One Day I’ll Fly Away). Następnie namawia ją, by udawała, że nie kocha Christiana i tylko w ten sposób może go uratować. W czasie, gdy trwają ostatnie przygotowania do premiery, Satine idzie do ukochanego (The Show Must Go On). Christian wierzy w kłamstwo Satine, ale słowa Toulouse'a budzą w nim wątpliwości. Postanawia ostatni raz powrócić do Moulin Rouge.
Trwa premiera. Christian wślizguje się za kulisy teatru, chcąc zapłacić Satine za rolę, którą przed nim odegrała, jako kurtyzana. (Hindi Sad Diamonds). W momencie, kiedy rozmawiają, nagle odsłania się kurtyna, odsłaniając parę. Zidler, grający maharadżę, przekonuje widzów, że Christian jest sitarzystą w przebraniu. Chłopak postanawia rzeczywiście odegrać tę rolę - rzuca pieniądze w stronę Satine, mówiąc „zapłaciłem mojej dziwce” i schodzi ze sceny, w stronę publiczności. Zza kulis Toulouse, który dowiedział się czemu Satine kłamała, krzyczy „Najwspanialszą rzeczą, jaką kiedykolwiek poznasz, jest kochać i być kochanym”, powodując Satine do zaśpiewania sekretnej piosenki kochanków. Christian dołącza się do niej i wraca na scenę. (Come What May - Reprise). Książę nakazuje swojemu ochroniarzowi zastrzelić Christiana, co nie udaje się. Reszta obsady dołącza się do miłosnego duetu dwojga, w czasie gdy książę opuszcza Moulin Rouge (Coup d'État - Finale).
Po opadnięciu kurtyny, Satine umiera w ramionach Christiana. Przedtem jednak prosi go, by spisał ich historię. (Nature Boy - Reprise). Rok później kabaret Moulin Rouge został zamknięty. Christian kończy pisać historię o swojej miłości, „miłości, która będzie trwać wiecznie” (The Greatest Thing (Nature Boy)).

## Lista utworów
- Nature Boy - Toulouse
- Complainte de la Butte/Children of the Revolution
- The Sound of Music - Toulouse, Christian i Satie
- Green Fairy Medley (The Sound of Music/Children of the Revolution/Nature Boy) – Christian, artyści (bohema) i Zielona Wróżka
- Zidler's Rap Medley (Lady Marmalade/Zidler's Rap/Because We Can/Smells Like Teen Spirit) – Zidler, Tancerze Moulin Rouge, Christian i Finansjera (Patroni)
- Sparkling Diamonds (Diamonds are a Girl’s Best Friend/Material Girl) – Satine i tancerki Moulin Rouge
- Rhytm of the NIght - tancerze Moulin Rouge
- Sparkling Diamonds - Reprise - Satine
- Diamond Dogs (ok. 20 sekund) – tancerze Moulin Rouge
- Meet Me In The Red Room
- Your Song – Christian
- I Hope You Don't Mind (Your Song - Reprise) – Satine
- The Pitch - Spectacular Spectacular (zawiera krótkie repryzy The Sound of Music i Your Song) – Zidler, Christian, Satine, Książę i Artyści
- Children of the Revolution/Your Song - Bohema/Christian
- One Day I’ll Fly Away (zawiera krótką repryzę Your Song) – Satine, (Christian)
- Elephant Love Medley – Christian i Satine
- Your Song (short reprise) – Toulouse
- Nature Boy (short reprise)
- Your Song - Instrumental
- Chamma, Chamma - Obsada Spectacular Spectacular
- If I Should Die (Górecki) – Satine
- Like a Virgin – Zidler, książę i kelnerzy
- Come What May (part 1) – Christian, Satine
- The Greatest Thing (Nature Boy) – obsada Spectacular Spectacular
- Come What May (part 2) – Satine, Argentyńczyk i Obsada Spectacular Spectacular
- El Tango de Roxanne (zawiera krótką repryzę Come What May) – Argentyńczyk, Christian, (Satine), Książę i Tancerze Moulin Rouge
- Fool to Believe - Satine
- One Day I’ll Fly Away (short reprise) – Satine i Zidler
- The Show Must Go On – Zidler, Satine i pracownicy Moulin Rouge (szwaczki, scenografowie itp.)
- Your Song - Instrumental (scena „Po burzy”)
- Hindi Sad Diamonds Medley (Chamma Chamma/Diamonds Are a Girl’s Best Friend) – Toulouse, Nini Legs-in-the-Air, Satine i obsada Spectacular Spectacular
- Come What May (Reprise) – Satine i Christian
- Coup d'État - Finale (Children of the Revolution/Your Song/One Day I’ll Fly Away/ Come What May) – Christian, Satine i obsada Spectacular Spectacular
- Nature Boy (short reprise) – Toulouse
- The Greatest Thing (Nature Boy) – Christian